# Magyari Béla (űrhajós)
Magyari Béla (Kiskunfélegyháza, 1949. augusztus 8. – 2018. április 23.) magyar kiképzett űrhajós, a Szojuz–36 űrhajó tartalékszemélyzetének tagja, ezredes.

## Életpályája
Tizenötévesen kezdett repülni az MHSZ kiskunfélegyházi repülőklubjában, ahol ezüstkoszorús vitorlázórepülő minősítést ért el. 1966-ban jelentkezett a Kilián György Repülő Műszaki Főiskolára. Az előképző táborban kezdett motoros gépen repülni.
1967-től 1969-ig volt a Kilián Főiskola hallgatója, majd 1970 és 1972 között a Szovjetunióban a Krasznodari Repülőtiszti Főiskola növendéke volt. 1972-ben kitüntetéses vörös diplomával fejezte be a tanulmányait. 1972-től hadnagyként lett a magyar légierő repülőtisztje a pápai repülőtéren települt 47. harcászati repülőezred pilótájakét. MiG–21-es típuson repült. 1973-ban harmad-, 1977-ben elsőosztályú vadászrepülő, 1980-ban aranykoszorús I. osztályú vadászrepülő minősítést kapott. 1987-ig repülhetett szuperszonikus gépeken, ekkor egy szívizomgyulladás miatt már nem kapott további engedélyt erre.
A Szovjetunió által vezetett Interkozmosz együttműködés lehetővé tette, hogy a tagországok egy-egy képviselője is eljusson a világűrbe. A magyar űrhajósjelölteket 1977 májusától kezdték kiválogatni a vadászpilóták közül Kecskeméten a Repülőorvosi Kutató és Vizsgáló Intézetben. A vizsgálatok eredményeképpen négy pilótát választottak ki, akik közül ketten (ő és Farkas Bertalan) a Gagarin Űrhajóskiképző Központban végezték a további felkészülést szovjet kollégáikkal együtt, 1978 és 1980 között.
Farkas Bertalan űrhajóstársa és parancsnoka Valerij Kubaszov, Magyari Béláé Vlagyimir Dzsanyibekov volt. Mindkét magyar kiváló eredménnyel végezte el a kiképzést, a jelöltek közül a magyar kormány választotta ki Farkas Bertalant a Szojuz–36 űrhajóval való űrrepülésre, Magyari Béla pedig végig készen állt a helyettesítésére. A küldetés után századosból őrnaggyá léptették elő és megkapta a Magyar Népköztársaság babérkoszorúval ékesített Zászlórendjét.
1981-től a Budapesti Műszaki Egyetem Közlekedésmérnöki Karán tanult. Később a Miskolci Egyetemen doktori fokozatot szerzett. Témája a magyar–szovjet űrrepülés anyagtudományi kísérletei; az alumínium-réz ötvözet kristályosodása mikrogravitációs körülmények között volt. 1985-ben alezredessé léptették elő. Az 1990-es évek elején a Pénzügyminisztériumban a szovjet csapatkivonás gazdasági elszámolásával, ezen belül a Magyarországon állomásozó szovjet haderők kivonásakor a hátrahagyott repülőterek ellenőrzésével foglalkozott. 1992-ben visszakerült a Honvédelmi Minisztériumhoz. 1995-ben ezredes lett. 1998-ban fél évig Okučaniban a magyar műszaki kontingens összekötőinek a parancsnoka, Szarajevóban pedig egy SFOR csoport irányítója volt, amely a bázisokat felmérte, és rögzítette azok környezeti állapotát. 2001-ben nyugdíjazták a honvédségtől. Ezután a Magyar Asztronautikai Társaság elnökévé választották, később a Magyar Űrkutatási Iroda munkatársa volt. Hamvait egy repülőgépről szórták szét a kiskunfélegyházi reptér felett.

## Kitüntetései
- A Magyar Népköztársaság babérkoszorúval ékesített Zászlórendje (1980)
- A Magyar Népköztársaság Űrhajósa (1980)
- MHSZ Kiváló Munkáért Érem aranyfokozata (1981)[11]
- Kiskunfélegyháza díszpolgára

## Emlékezete
- A kiképzett űrhajós: Magyari Béla (portréfilm, 1979)
- Magyari Béla emléktábla, Kistarcsa, Simándy-tér, Űrfa (2019. április 23.)
- Emléktábla a Fiumei úti sírkert katonai parcellájában (2019. augusztus 8).
- Emlékkiállítás a kiskunfélegyházi Kiskun Múzeumban (2019)
- Magyari Béla emléktábla, Kiskunfélegyháza repülőtér (2020. augusztus 8.)
- Magyari Béláról elnevezett MiG–21U repülőgép (2021. szeptember 10.)[12]
- 2022 óta nevét őrzi az 541618 Magyaribéla kisbolygó.[13]